# ناثاليا سانشيز
ناثاليا سانشيز (بالإسبانية: Nathalia Sánchez)‏ هي لاعبة جمباز فني كولومبية، ولدت في 7 يونيو 1992 في فيلافيسنسيو في كولومبيا.

## وصلات خارجية
- ناثاليا سانشيز على موقع الاتحاد الدولي للجمباز (licence) (الإنجليزية)
- ناثاليا سانشيز على موقع الاتحاد الدولي للجمباز (biography) (الإنجليزية)
- ناثاليا سانشيز على موقع اللجنة الأولمبية الدولية (الإنجليزية)
- ناثاليا سانشيز على موقع أوليمبيديا (الإنجليزية)